# Uncompahgre National Forest

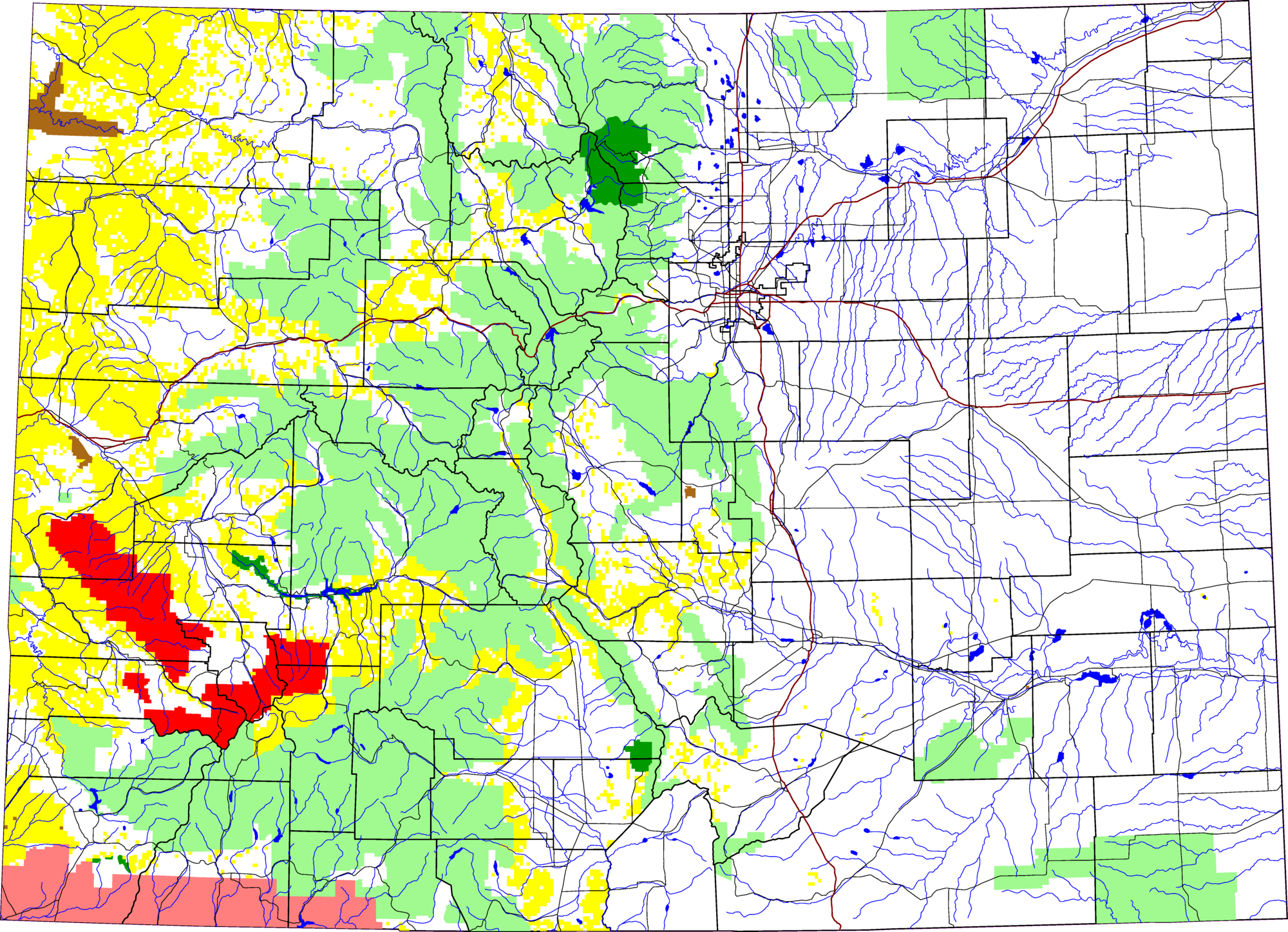
Colorado mit dem Uncompahgre National Forest der mit Rot gekennzeichnet ist.

Der Uncompahgre National Forest in ein 4000 km² großer National Forest im Südwesten des US-Bundesstaates Colorado in den Countys Gunnison, Hinsdale, Mesa, Montrose, Ouray und San Miguel. Er grenzt im Süden an den San Juan National Forest. Der Wald teilt sich in zwei Teile, das Uncompahgre Plateau und die San Juan Mountains. Im Umcompahgre National Forest liegen auch die drei Wildnisgebiete Umcompahgre Wilderness, Mount Sneffels Wilderness und Lizard Head Wilderness.